# Dinamo Dzierżynskij
Dinamo Dzierżynskij (ros. Футбольный клуб «Динамо» Дзержинский, Futbolnyj Kłub "Dinamo" Dzierżynskij) – rosyjski klub piłkarski z siedzibą w mieście Iwanowo, działający w latach 1931–1940.

## Historia
Chronologia nazw:
- 1931: Dinamo-Trudkommuna nr 2 NKWD Dzierżynskij (ros. «Динамо-Трудкоммуна №2 НКВД» Дзержинский)
- 1939: Dinamo Dzierżynskij (ros. «Динамо» Дзержинский)
- 1940: klub rozwiązano

Piłkarska drużyna Dinamo-Trudkommuna nr 2 NKWD została założona w Dzierżynskim w 1931 roku. W 1936, 1937 i 1938 zespół startował w rozgrywkach Pucharu ZSRR. W 1939 i 1940 jako Dinamo występował w Mistrzostwach Rosyjskiej RFSR wśród amatorów. Na początku 1940 roku Decyzją Rady Centralnej Towarzystwa "Dynamo" zespoły Dynama zostały wycofane z rozgrywek Mistrzostw ZSRR. Potem klub został rozwiązany.

## Sukcesy
- Puchar ZSRR:
  - 1/64 finału (2x): 1936, 1937.

## Inne
- Dinamo Lubierce